# Galaćanski jezik
Galaćanski (ISO 639-3: xga) je drevni keltski jezik koji se govorio u Galaciji na području Male Azije (današnja Turska) od 3.st. prije Krista, sve do 4.st. naše ere.
Od cjelokupnog je jezika preživjelo samo par prijevoda i kratkih komentara u klasičnim piscima; i nekolicina raštrkanih imena na natpisima. Zajedno oni daju oko 120 riječi, uglavnom osobna imena koja završavaju sa -riks (usporedi - galski -rix/-reix, staroirski -ri, latinski -rex) "kralj", neka završavaju sa -marus, dativ -mari (usporedi - galski -maros, staroirski -mor, velški -mawr) "velik, moćan", i imena plemena kao Ambitouti (staroirski imm- "okolo, naokolo", staroirski tuath "pleme"), i leksični detalj drunaimeton "mjesto okupljanja" (usporedi- staroirski drui "druid", staroirski neimed "sveto mjesto, svetište"). Galaćanski je kontinentalno keltski jezik i usko je vezan uz galski jezik.

## Vanjske poveznice
- The Galatian Language  Arhivirana inačica izvorne stranice od 24. listopada 2007. (Wayback Machine)